# Inside Reservoir
Het Inside Reservoir is een stuwmeer in de Canadese provincie Newfoundland en Labrador. Het bevindt zich op het schiereiland Burin, in het zuiden van het eiland Newfoundland. Het is tezamen met het nabijgelegen Outside Reservoir cruciaal voor de watervoorziening van Fortune en Grand Bank, twee van de grote gemeenten op het schiereiland.

## Ligging en omschrijving
Het waterreservoir is ontstaan door de bouw van een stuwdam op zo'n 3 km ten zuiden van het dorpscentrum van Fortune. Hoewel de dam zich in gemeentevrij gebied bevindt, is ze eigendom van het gemeentebestuur van Fortune.
De dam is gebouwd op een beek die de zuid- en oostflank van de heuvel Fortune Hill afwatert. Deze beek, de First Western Brook, is een zijtak van de rivier Grand Bank Brook. Het stuwmeer en de dam zijn bereikbaar via een 3,5 km lange grindweg die leidt naar provinciale route 220. Deze weg passeert ook het veel kleinere Outside Reservoir, dat zo'n 2,5 km ten noordwesten van het Inside Reservoir ligt.
Het Inside Reservoir heeft een oppervlakte van 11 hectare. Het is 500 m lang en maximaal 280 m breed.

## Gebruik
Het stuwmeer werd oorspronkelijk gebouwd om leidingwater te voorzien voor de gemeente Fortune. Sinds 2011 worden de stuwmeren van Fortune ook gebruikt voor de watervoorziening van de gemeente Grand Bank, vanwege de mindere waterkwaliteit in het stuwmeer van die laatste gemeente. Het gemeentebestuur van Fortune behoudt in dit akkoord wel het recht om Grand Bank van het net af te sluiten in periodes van ernstige droogte. Dit gebeurde voor het eerst in september 2014 en opnieuw in de zomer 2017.